# Ruines de pierre de Blaauboschkraal
 (février 2024).
La mise en forme du texte ne suit pas les recommandations de Wikipédia : il faut le « wikifier ».
Les points d'amélioration suivants sont les cas les plus fréquents. Le détail des points à revoir est peut-être précisé sur la page de discussion.
- Les titres sont pré-formatés par le logiciel. Ils ne sont ni en capitales, ni en gras.
- Le texte ne doit pas être écrit en capitales (les noms de famille non plus), ni en gras, ni en italique, ni en « petit »…
- Le gras n'est utilisé que pour surligner le titre de l'article dans l'introduction, une seule fois.
- L'italique est rarement utilisé : mots en langue étrangère, titres d'œuvres, noms de bateaux, etc.
- Les citations ne sont pas en italique mais en corps de texte normal. Elles sont entourées par des guillemets français : « et ».
- Les listes à puces sont à éviter, des paragraphes rédigés étant largement préférés. Les tableaux sont à réserver à la présentation de données structurées (résultats, etc.).
- Les appels de note de bas de page (petits chiffres en exposant, introduits par l'outil «  Source ») sont à placer entre la fin de phrase et le point final[comme ça].
- Les liens internes (vers d'autres articles de Wikipédia) sont à choisir avec parcimonie. Créez des liens vers des articles approfondissant le sujet. Les termes génériques sans rapport avec le sujet sont à éviter, ainsi que les répétitions de liens vers un même terme.
- Les liens externes sont à placer uniquement dans une section « Liens externes », à la fin de l'article. Ces liens sont à choisir avec parcimonie suivant les règles définies. Si un lien sert de source à l'article, son insertion dans le texte est à faire par les notes de bas de page.
- La présentation des références doit suivre les conventions bibliographiques. Il est recommandé d'utiliser les modèles {{Ouvrage}}, {{Chapitre}}, {{Article}}, {{Lien web}} et/ou {{Bibliographie}}. Le mode d'édition visuel peut mettre en forme automatiquement les références.
- Insérer une infobox (cadre d'informations à droite) n'est pas obligatoire pour parachever la mise en page.

Pour une aide détaillée, merci de consulter Aide:Wikification.
Si vous pensez que ces points ont été résolus, vous pouvez retirer ce bandeau et améliorer la mise en forme d'un autre article.
 (février 2024).
Les ruines de pierre de Blaauboschkraal sont un site du patrimoine provincial dans la province de Mpumalanga en Afrique du Sud. La ville voisine, Emgweyna, se trouve à 10 kilomètres. Le site a été déclaré monument national le 18 avril 1975 et est un Site historique reconnu par la South African Heritage Resources Agency.

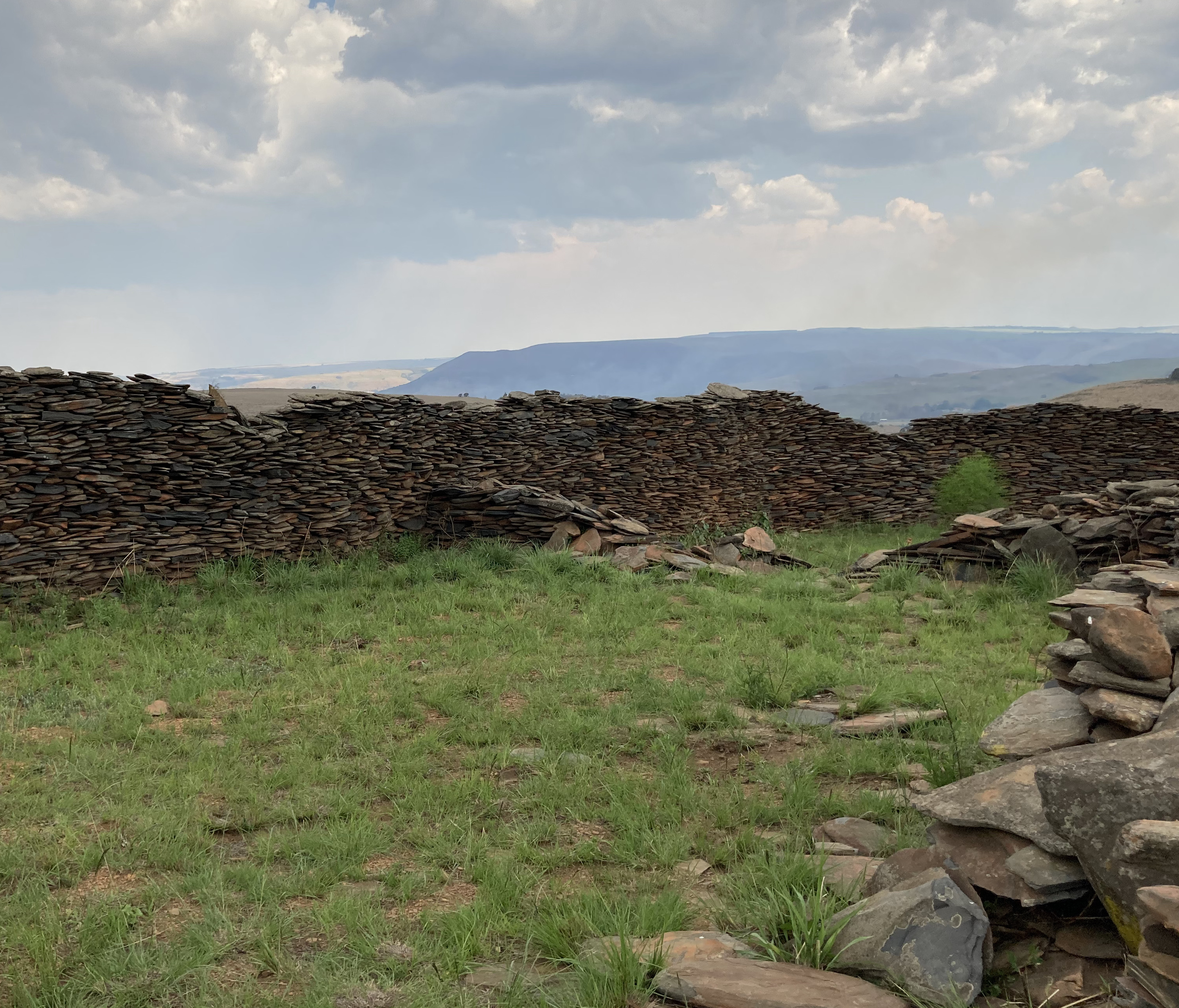
Bokoni Stone Ruins

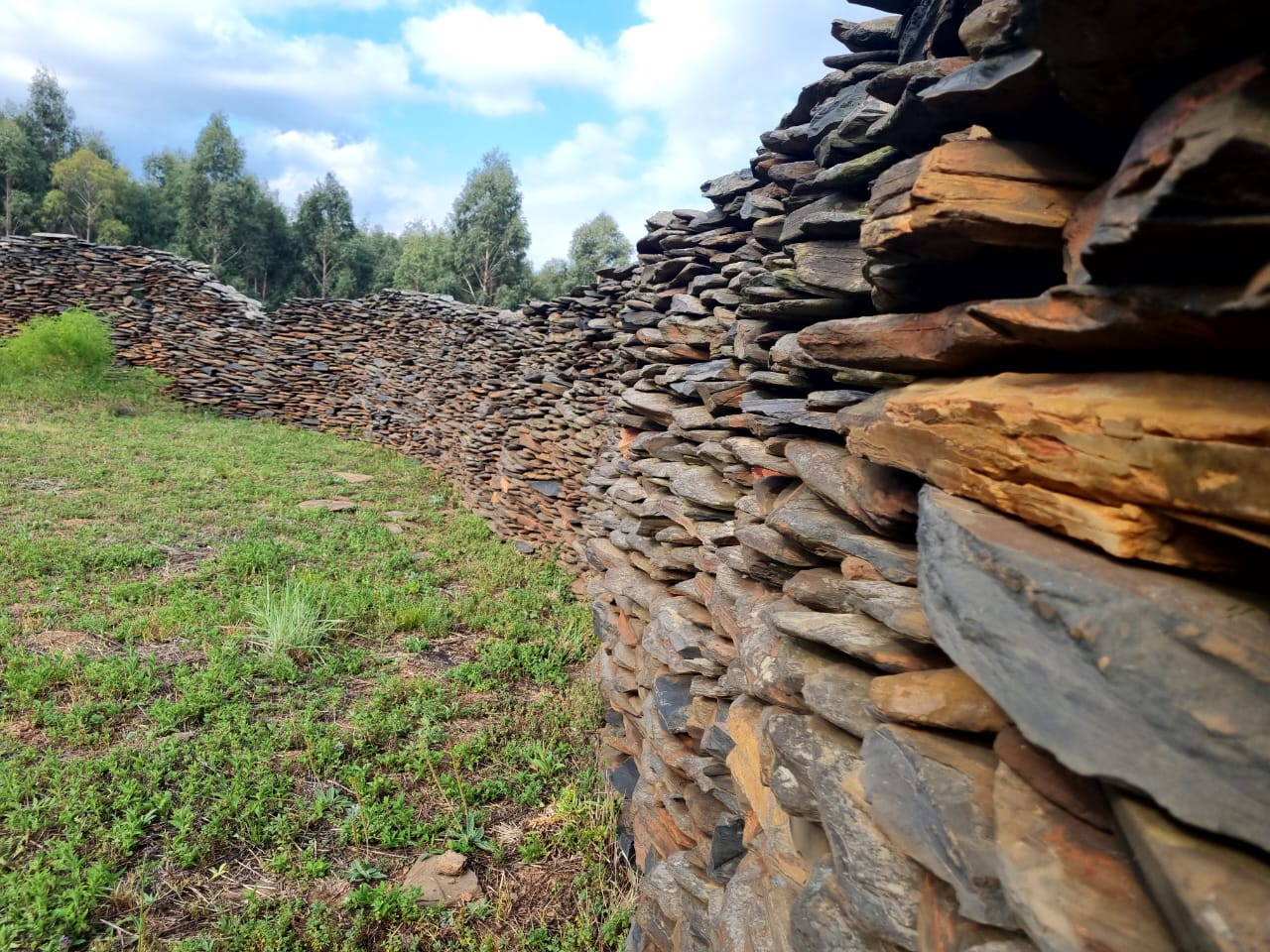
Bauwboschkraal Stone Ruins 30 April 2023

Les ruines en pierre de Blaauboschkraal font partie d'un vaste et complexe système de murs en pierre construit par le peuple Bokoni. Bien que l'âge exact des sites de Blaauboschkraal ne soit pas connu, on estime que le peuple Bokoni a construit des villages entourés de murs en pierre vers le début du XVIe siècle. On suppose que le site a été utilisé pour les enclos à bétail, les terrasses agricoles et les habitations du peuple Bokoni. Cette hypothèse a été émise en raison de la forme circulaire des murs de pierre qui caractérise ce site.

## Localisation
Les ruines de pierre de Blaauboschkraal sont situées dans le Grand Escarpement africain de Mpumalanga. Dans cette région, il y a un regroupement d'établissements entourés de murs de pierre qui s'étendent sur 10 000 kilomètres carrés, sur une longueur d'environ 150 kilomètres du nord au sud et d'environ 50 km d'est en ouest.
On estime que cette région était autrefois occupée par le peuple Bokoni qui a construit ces établissements. Les établissements Bokoni sont caractérisés par des chemins pour le bétail reliant des homesteads à peu près circulaires à travers des terrasses agricoles.
On estime que le peuple Bokoni s'est installé dans la région entre le 16e et le début du 19e siècle. Les ruines en pierre de Blaauboschkraal constituent une partie des amas de cette région.
Les ruines de Blaauboschkraal sont situées dans une vallée aux flancs abrupts où coule la rivière Blouboskraalspruit.
La rivière Blouboskraalspruit est un affluent de la rivière Crocodile qui se jette dans la rivière Rio Incomati. On pense que ce réseau fluvial était l'un des nombreux moyens utilisés par les Bokoni pour commercer avec le reste du monde à l'époque. On estime qu'ils échangeaient principalement des produits agricoles et qu'ils faisaient partie de la route commerciale entre le Zimbabwe et le Portugal. On pense donc que l'emplacement des ruines en pierre de Blaauboschkraal a été influencé par la proximité de l'eau qui facilitait le commerce.

## Contexte historique
Les ruines en pierre de Blaauboschkraal sont largement considérées comme ayant été construites et utilisées par le peuple Bokoni et datent de moins de 500 ans.
Les ruines en pierre de Blaauboschkraal ont été construites au cours de la troisième phase de la civilisation Bokoni, telle qu'elle a été caractérisée par les "phases". La troisième phase décrit l'époque où le peuple Bokoni était de plus en plus menacé par la domination d'envahisseurs extérieurs. À cause des envahisseurs, poussés par le Mfecane, les Bokoni ont construit des colonies de "réfugiés" dans des kloofs (vallées boisées aux versants abrupts) au lieu de leurs habitations traditionnelles dans les vallées ouvertes (colonies Bokoni principalement intégrées dans les phases un et deux de la civilisation Bokoni). La construction d'établissements cachés dans les vallées augmentait la défense des Bokoni et créait un refuge pour ceux qui y vivaient.
Étant donné que les ruines en pierre de Blaauboschkraal sont situées sur le versant d'une vallée, on suppose que ce village a été construit au cours de la troisième phase de la civilisation Bokoni.
Les ruines en pierre de Blaauboschkraal sont isolées par rapport aux autres établissements à murs de pierre découverts. Il est plus courant pour les homesteads des vallées ouvertes d'avoir un lien complexe entre les établissements, comme c'est le cas dans la région. On pense que cela résulte non seulement de la troisième phase de la civilisation, mais aussi du faible régime politique que les Bokoni auraient eu. Les ruines en pierre trouvées dans la région de Mpumalanga sont le reflet d'une civilisation décentralisée, ce qui signifie que les Bokoni avaient également des systèmes politiques et militaires décentralisés. On pense que les Bokoni étaient plus influencés par le commerce que par la défense et l'armée, et c'est ce qui est supposé expliquer l'emplacement des colonies découvertes.
La route commerciale à laquelle le Bokoni a contribué était celle de la fin de l'âge du fer. Le paysage dans lequel les Bokoni ont été domestiqués a facilité la production agricole intensive au lieu de la production de cuivre et de fer qui était populaire dans les régions environnantes. Ils pouvaient ainsi produire des denrées alimentaires en échange d'autres produits de première nécessité et de luxe tels que le métal et l'ivoire. On estime également que leur production alimentaire intensive a pu assurer la sécurité alimentaire nécessaire aux régions environnantes.

## Archéologie

### Description
Les murs de pierre de la région de Mpumalanga, et plus particulièrement les ruines de Blaauboschkraal, sont construits selon une structure uniforme et en pierre locale. La structure extérieure est construite à l'aide de grosses pierres et l'intérieur est rempli de pierres plus petites. Des dalles de roche plates sont placées sur ces structures pour créer des murs plus solides.
Si la hauteur exacte des ruines de pierre de Blaauboschkraal est inconnue, en moyenne les murs de pierre de la région de Mpumalanga mesurent 1,2 mètre de haut et les parties les moins endommagées atteignent 2 mètres de haut.

### Utilisation
On pense que les structures circulaires intérieures de ce site étaient le bâtiment d'habitation de la colonie et le mur plus complexe autour de la maison centrale est supposé avoir été utilisé comme kraal (enclos pour le bétail) par le peuple Bokoni. On pense que le peuple Bokoni utilisait des kraals pour créer des pâturagess pour le bétail et les empêcher de brouter les culturess On pense que le bétail qu'ils contenaient était des bovins, des moutons, des chèvress et des pouletss.
La structure de ce site se caractérise par des terrasses agricoles. Pendant la période du Bokoni, les précipitations moyennes dans la région sont estimées à environ 660-1000 mm par an. Ces précipitations élevées permettent de supposer que les terrasses étaient efficaces pour retenir et distribuer l'humidité et maximiser la production agricole. Le terrassement est également efficace pour protéger contre l'érosion et pour conserver les sols de haute qualité de la région. C'est pourquoi une production agricole intensive a eu lieu sur ces sites, même ceux situés dans des vallées escarpées, comme le village de pierre de Blaauboschkraal.
Dans les années 1830, les fermes et les terrasses des Bokoni ont été abandonnées. Cette destruction des Bokoni a été favorisée par le Mfecane. C'est également à cette époque que l'on estime que les ruines de Blaauboschkraal ont été abandonnées.

### Recherche
Les sites de Bokoni sont étudiés depuis les années 1930. Jusqu'à récemment, il y a environ 30 ans, les archéologues qui étudiaient les sites se spécialisaient dans la compréhension des caractéristiques clés de ces sites.
Aujourd'hui, les archéologues cherchent à mieux comprendre l'importance culturelle de ces sites et la manière dont les Bokoni ont influencé l'évolution de l'Afrique australe et de la fin de l'âge du fer. Cependant, les recherches effectuées sur ces sites sont limitées et de nombreuses questions subsistent.
Les ruines de Blaauboschkraal soulèvent donc encore des questions quant à leur utilisation exacte, leur raison d'être et leur aspect exact.

## Théories alternatives
[Des explications alternatives ont été avancées pour les ruines de pierre de Blaauboschkraal, attribuant des origines extraterrestres et/ou anciennes. Le partisan le plus en vue est Michael Tellinger, un homme politique que Hammer et Swartz caractérisent comme un promoteur de théories du complot, influencé par les idées de Zecharia Sitchin sur les anciens astronautes.
Il appelle le site "Adam's Calendar", et affirme qu'il s'agit des vestiges d'une construction extraterrestre bâtie il y a 300 000 ans comme un ancien calendrier,,.

## Conservation

### Gestion du patrimoine
Les ruines de Blaauboschkraal sont classées comme site du patrimoine provincial par l'Agence sud-africaine des ressources patrimoniales. Avec les autorités provinciales chargées des ressources patrimoniales, le site est protégé par la National Heritage Resources Act, Act 25 of 1999. Cela permet de maintenir la qualité du site aujourd'hui.

### Menaces
Les ruines en pierre de la civilisation Bokoni sont confrontées à des menaces pour leur conservation. En premier lieu, les conditions météorologiques ont affecté la qualité de ces ruines en pierre ; il peut s'agir de l'érosion causée par le vent, etc. Ces effets sont visibles car la taille moyenne des murs de pierre de Bokoni est de 1,2 mètre de haut, mais certains font 2 mètres de haut, ce qui indique l'effet du temps.
Les ruines en pierre de Blaauboschkraal sont classées au patrimoine, ce qui contribue à en préserver la qualité. Peter Delius, historien et archéologue, souligne toutefois que les dirigeants de la province de Mpumalanga ne font pas assez pour préserver l'intégrité des sites. "Il est urgent de procéder à un audit des sites. Il devrait être clair que toute personne qui altère, enlève des objets ou vandalise les sites commet un crime et sera poursuivie", a déclaré Delius.